# لائورا مانیا
لائورا مانیا آلوارنگا (گالیسی: Laura Mañá Alvarenga؛ زادهٔ ۱۲ ژانویهٔ ۱۹۶۸) بازیگر، فیلم‌نامه‌نویس، کارگردان فیلم، و نویسنده اهل اسپانیا است.
از فیلم‌ها یا برنامه‌های تلویزیونی که وی در آن نقش داشته‌است، می‌توان به آزادی‌خواهان، دوستت دارم، احمق و دوبرمن اشاره کرد.